# Loupežnická věž (Znojmo)
Loupežnická věž (německy Räuberthurm) byla románská strážní věž znojemského hradu. Nacházela se v dnešním areálu znojemského pivovaru v ulici Hradní. Měla tvar osmibokého hranolu a v poslední fázi své existence měřila 32 metrů. V noci 25. července 1892 se kvůli narušeným základům zřítila a pod jejími troskami zahynuli tři lidé. Před zhroucením patřila tato věž k jedné z dominant Znojma a jedné z jeho vůbec nejstarších dochovaných staveb.

## Původ
Ohledně původu a stáří Loupežnické věže nepanuje dodnes stoprocentní odborná shoda, obecně se předpokládá, že vznikla ve stejné době jako rotunda svaté Kateřiny. Pravděpodobně ji nechal postavit moravský kníže Litold na začátku 12. století coby strážní věž u brány do hradu. Inspiroval se zřejmě v sídle rodu Babenberků, v dolnorakouském hradě v Gars am Kamp, odkud pocházela jeho žena Ida a kde se dodnes nachází velmi podobná osmihranná věž. Tato je datována do osmdesátých let 11. století.
Vzhledem k tomu, že Babenberkové (konkrétně Leopold III. a Leopold IV.) se účastnili třetí a čtvrté křížové výpravy a Leopold IV. a jeho syn měli byzantské manželky, usuzovali někteří historikové, že inspiraci pro stavbu oktogonální věže si přinesli právě ze Středomoří či Blízkého východu. Vliv byzantské architektury na středoevropské stavitelství byl však v té době velmi malý a polygonální věže postavené například v Konstantinopoli měly zcela jiné vnitřní uspořádání a v dobách zmíněných křížových výprav už představovaly nerelevantní stavební prvek. Pokud se na bývalém byzantském území nachází osmihranná věž (jako u města Platamonas na východním pobřeží Peloponéského poloostrova), bývá řeckými historiky považována za franckou stavbu odvozenou ze západní Evropy.
Některé teorie zase označují Loupežnickou věž jako stavbu mnohem starší a datují ji už do 4. století do dob římské expanze na toto území a válek proti Markomanům a Kvádům. Vycházejí například z takzvaného Pilgrimova falsa z konce 10. století nebo neobvyklé konstrukce věže. Tyto teorie jsou však dnes pokládány za chybné a spojitost s římskými dobami neprokázal ani archeologický průzkum základů věže provedený v roce 2017.

## Název
Jméno Loupežnická věž bylo nejspíše doslovně odvozeno z účelu, jemuž věž v jisté době sloužila. Z konce 18. století se v zápisech hejtmana Ferdinanda z Augustinu, v té době správce znojemské nemocnice, zachovala pověst líčící věž jakožto sídlo obávaných lapků. Tato pověst datovala jejich řádění ještě do doby, kdy neexistoval znojemský hrad, a zmínění loupežníci měli věž sami postavit. Jelikož do věže nebylo možné dostat se jinak než po spuštěném provaze, musel příchozí strážnému vždy říct správné heslo, které znělo: „Je mi známo“ či „Známo“. Od tohoto hesla byl později odvozován i původ jména města Znojma. Dnes je však tato teorie pokládána za chybnou.
„Stojí tam od nepaměti.“ Tak odpovídaly stařeny v podyjských osadách na zvídavé otázky dětí. Bezděčně při tom tlumily hlas a kradmo se ohlížely, jako by se bály, že je neblazí obyvatelé věže, tyčící se na vzdáleném obzoru, uslyší. Věž stála v kraji skutečně dlouho a široko daleko nebylo podobné stavby. I nejstarší pamětníci slýchávali jako malí caparti stejnou odpověď. Již za jejich dětství shlížela hrozivě z hřbetu mírného návrší do kraje pod sebou a její kamenné stěny byly už tenkrát zčernalé stářím.

Jiří Svoboda: O znojemské věži a jiné pověsti
Přestože je tato pověst historicky zpochybnitelná, její příběh je zřejmě založen na pravdivých základech. V době moravských markraběcích válek žili ve Znojmě rytíři Hynek I. Suchý Čert z Kunštátu a Jevišovic a Jan Sokol z Lamberka. Tito šlechtici se v neklidné době přelomu 14. a 15. století mimo jiné živili i loupeživými výpravami. Jejich sídlem měla být právě důkladná strážní věž hradu. Řádění jejich tlupy učinil přítrž až markrabí Jošt na přání svého bratra, krále Václava IV. (ve výše citované pověsti jím měl být neznámý „statečný rytíř“).

## Konstrukce
Jelikož byla věž zamýšlena jako strážní a obranná v případě útoku na hrad, byla velmi mohutná a bytelná. Její zdi byly 2 až 2,5 metru silné, celkový průměr věže činil necelých 12 metrů, vnitřní pak téměř 7 metrů. Vnitřní prostor byl kulatý.  Věž stála na základech 4 metry hlubokých a 3 metry širokých. Vstup se nacházel 9,5 metrů nad zemí z jižní strany, vstoupit do věže tak bylo možné pouze ze žebříku. Devět metrů hluboký prostor přízemí sloužil jako hladomorna, jež byla přístupná pouze shora.
Původní románská věž měla pět pater, v 15. století došlo k přístavbě dalších čtyř pater. Ze sedmého patra vedly dva východy na dřevěný ochoz kolem obvodu věže. Krovy vysoké střechy byly položeny přímo na cimbuří, které umožňovalo pozorovat široké okolí. Podle odhadů tehdy věž měřila asi 40 metrů. Všechna patra byla trámová a spojovala je dřevěná schodiště.

## Historie
Dějiny věže byly velmi úzce provázány se samotným znojemským hradem. Ten byl od druhé poloviny 15. století českými panovníky často zastavován a poté opět vykupován. Kvůli tomu začal areál chátrat a význam hradu upadal. V roce 1621 byl po potlačení stavovského povstání zkonfiskován  zástavnímu držiteli Vilému z Roupova a později došlo k požáru, který postihl i Loupežnickou věž. Věž přišla o střechu i dřevěný ochoz, z nějž zbyly pouze zčernalé trámy trčící z kamenné zdi, zachycené na většině vyobrazení věže ať už na vedutách, grafikách nebo fotografiích. Střecha věže už nebyla obnovena a toto rozhodnutí jen urychlilo chátrání stavby. Celý areál hradu už by na konci 17. století napůl v ruinách.
Na začátku 18. století získaly pozemky hradu nové majitele. Císař Josef I. dekretem z roku 1709 věnoval zadní část hradu hrabatům z Deblína jako léno, zatímco přední část s rotundou, maštalemi a právě Loupežnickou věží koupili znojemští měšťané, kteří tam v roce 1720 vybudovali pivovar. Během 70. let 19. století došlo k významnému snížení terénu kvůli vybudování příjezdové cesty. Během těchto prací byly obnaženy základy věže, což se jí později stalo osudným.

## Zřícení
Na začátku devadesátých let 19. století už začal být stav Loupežnické věže vážný. Ve zdi se objevovaly trhliny. Už v roce 1889 byla věž ohledána a znalci doporučili rychlou opravu. O pár let později, v roce 1892 se konalo nové šetření. Starosta Johann Brantner před ním nechal trhliny přelepit papírovými proužky, aby mohl lépe sledovat, zda se rozšiřují a pozval do Znojma několik odborníků, kteří měli stav věže opět prozkoumat a doporučit další postup. Jedním z nich byl i August Prokop, jenž si Loupežnickou věž prohlédl doslova v předvečer zřícení – 21. a 22. července 1892. Komise, jíž byl členem, sice označila stav věže za vážný, vyloučila ale bezprostřední nebezpečí zřícení. Opět však doporučila opravu a podepření stavby.
Sešla se komise, sestávající z 8–10 osob. Prohlédl jsem věž pečlivě zevnitř i zvenku, a starosta Brantner, ředitel Sterz, obecní rada Haberler a správce městských staveb vystoupali se mnou nahoru a až dolů k základům mě doprovodili pan Loos a jeden zedník. Skutečnost, kterou jsem viděl, odpovídala zprávě odborníků, kterou Ústřední komise [pro umělecké a historické památky v Brně] označila za nanejvýš pečlivou a velmi svědomitou. Bylo v ní zdůrazněno velké poškození stavby, avšak o hrozícím nebezpečí nebyla řeč, naopak byla plánována její rekonstrukce. Nebylo předpokládáno žádné bezprostřední nebezpečí, které by mohlo vést ke zřícení… Stejný dojem existujícího, avšak ne bezprostředního nebezpečí, udělala stavba na mě. Papírové proužky, umístěné před mým příjezdem 21. července jsem dopoledne 22. července našel neporušené a během své dvouhodinové obhlídky, při které jsem prohlédl především vnitřek stavby, jsem nenašel žádný příznak, který by nějak poukazoval na blížící se katastrofu.

August Prokop
Na plánovanou rekonstrukci a podepření věže už nedošlo. V noci 25. července mezi čtvrt a půl druhou hodinou v noci se z věže začalo ozývat hlasité praskání. Věž se zřítila ve třech krátkých intervalech na přilehlou obytnou budovu, v níž žil strojník pivovaru Maximilian Škoda s rodinou a pivovarský podstarší Mell s rodinou. Dům byl tíhou věže zcela rozdrcen, stržena byla štítová zeď přilehlého skladu lahví a proražen jeho sklep. Suť zcela zavalila a znepřístupnila cestu k pivovaru a hradním kasárnám. Zřícení doprovázela velká dunivá rána.
První se na místo seběhli bezpečnostní dozorce Franz Schwarz a ponocný Mathias Heinisch, kterým se z trosek podařilo vyprostit dvanáctiletého Theobalda Škodu, mladšího syna strojníka Škody, který tu noc spal na lavici v kuchyni. Probuzen hlukem řítící se věže se schoval do rohu kuchyně, kde ho od zasypání ochránila zhroucená trámová vazba. Ještě před ním z domu unikl dělník Weißkirchner, spící v místnosti vedle kuchyně. Vzbudilo ho praskání věže, a z domu utekl oknem. Weißkirchner i Theobald Škoda utrpěli pouze lehčí zranění způsobené pádem zdiva.
Krátce na to dorazili na místo i znojemští dobrovolní hasiči zburcovaní alarmem. Asi šedesát mužů okamžitě začalo se záchrannými pracemi, neboť z trosek se ozývalo volání podstaršího Mella o pomoc. Mell zůstal zaklíněn v posteli dvěma trámy. Během záchranné akce pozbyl vědomí, ale po půlhodině se ho podařilo vyprostit a odvézt na ošetření lékaři, kteří se na místo mezitím také dostavili, stejně jako starosta, městská rada a další funkcionáři. Přiběhl i majitel pivovaru Rudolf Maural, který záchranářům sdělil, že v domě se nacházeli ještě další tři lidé. Mezitím se k hasičům připojili i vojáci 99. a 3. pluku a začali pomáhat s odklízením trosek.
Práce probíhaly celou noc a následující dopoledne, během nichž byla zpod trosek vyproštěna těla tří obětí – dvaapadesátiletého strojníka Maximiliána Škody z Oslavan, jeho o dva roky starší manželky Theresie a osmnáctiletého syna Pavla. Těla všech tří byla tíhou obrovské masy zdiva znetvořena k nepoznání. Podle polohy těla strojníka, jež bylo objeveno jako první, a jeho ženy to vypadalo, že i je vzbudil hluk padající věže, z místnosti však už nestihli uniknout. Syna Pavel, v té době vážně nemocný (zřejmě tuberkulózou), byl nalezen v posteli.

Další obyvatelé domu, manželka a děti podstaršího Mella, v té době pobývali na lázeňském pobytu v Karlových Varech. Osiřelého Theobalda Škody se ujal majitel pivovaru Rudolf Maural. Krátce před zřícením věže se ještě odehrálo střídání hlídky a vedoucí hlídky byl zasažen do ramena padajícím kamenem. Před samotným pádem údajně ještě prošla kolem i kapela 99. pěšího pluku, vracející se z rabštejnských hodů.
Skutečným štěstím je, že se věž nezřítila ve dne, zahynulo by jistě daleko více lidí, protože na tomto místě pivovaru vládne vždy čilý ruch, vojenské oddíly procházejí cestou do hradních kasáren a mnoho dělníků je zaměstnáno v dnes zničené spilce a sklepě. Za další štěstí lze považovat to, že věž se z velké části zřítila dovnitř a nenaklonila se při pádu na sousední Staré Město, což by způsobilo nepojmenovatelné neštěstí a o život by přišlo mnoho lidí.

Anton Vrbka

## Objevení základů

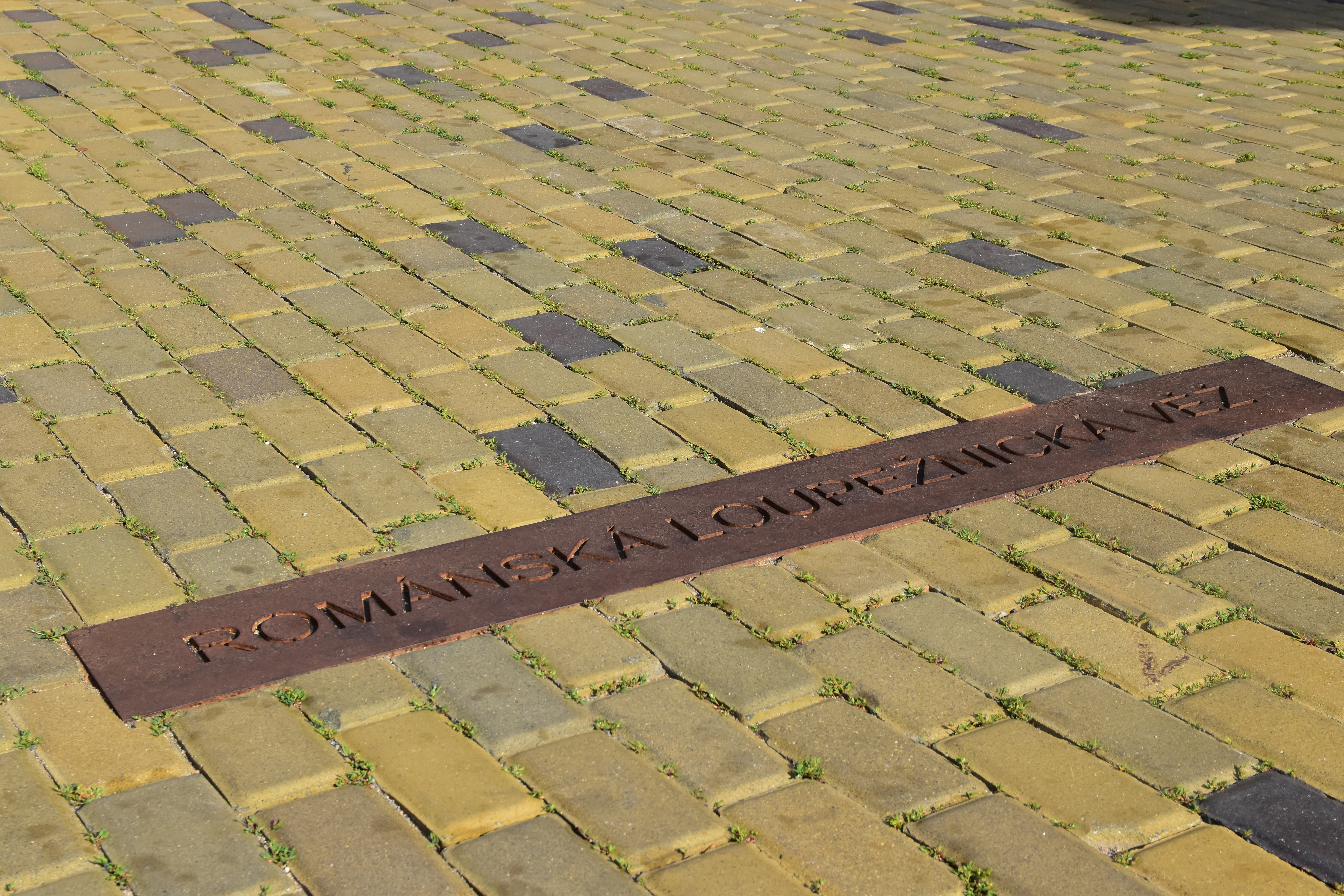
Detail vyznačeného půdorysu Loupežnické věže

V roce 2017 byly v areálu pivovaru budovány nové inženýrské sítě, jimž předcházel archeologický průzkum, při němž byly objeveny základy Loupežnické věže. Na jejich místě jsou v dlažbě tyto základy vyznačeny, stejně jako další dnes již neexistující stavby původního středověkého hradu.

## Obdoby Loupežnické věže
Přestože osmihranný půdorys Loupežnické věže je neobvyklý, není ojedinělý. V prostoru střední Evropy lze nalézt obdobné stavby v Rakousku, Čechách i Německu. Nejblíže Znojmu se nachází Gars am Kamp, jehož věž se pravděpodobně stala předobrazem Loupežnické věže. Další stojí v městě Hainburg na rakousko-slovenské hranici nebo v bádenském Steinsbergu. Nedochovaná osmihranná věž měla stát také na českém hradě Příběnice nedaleko Tábora a v Kladsku.
Oktogonální věž dodnes stojí také u města Platamonas v Řecku. Vazby mezi všemi těmito stavbami dosud nebyly nalezeny a uspokojivě vysvětleny.